# 菊原志郎
菊原 志郎（きくはら しろう、1969年7月7日 - ）は、日本の元サッカー選手、サッカー指導者。中央大学卒業。

## 経歴
読売サッカークラブ（現・東京ヴェルディ）の下部組織で育ち、戸塚哲也から繋がり、菊原以後山口貴之、財前宣之へと続く「ヨミウリ天才少年」の系譜である。1986年2月1日の日本サッカーリーグ第15節フジタ工業戦において16歳7ヶ月の若さでデビューを果たした。これは当時の最年少出場記録であった。その後レギュラーの座を掴み、ラモス瑠偉らと共に中盤を支え読売クラブの黄金時代を築き上げた。またこの活躍から「日本サッカーの未来を背負う男」とも呼ばれ、1990年には日本代表に選出された。
読売時代は天才ドリブラー、テクニシャン等数々の異名をとったが、Jリーグ開幕前後は、層の厚いチームにあったため出場機会に恵まれず、日本代表にも招集されることはなかった。
1994年、Jリーグ登録選手の出場機会提供を目的とした「期限付き移籍」制度の第1号として1年間浦和レッズに移籍。浦和には実弟の菊原伸郎（現・埼玉大学准教授兼サッカー部監督）が在籍していた。
当時の浦和は最下位で、弱小チームのレッテルを貼られており、浦和入団時の会見でチームの印象を聞かれた菊原は、「読売と比べればまだまだ（レベルが低い）」とコメントしているが、怪我に泣かされ、その後目立った活躍はできずに引退した。
引退後は指導者として古巣ヴェルディの下部組織でコーチ、監督を務めた。2007年にはヴェルディトップチームのコーチを務める。
2012年からJFAアカデミー福島男子U-14の監督を務めている。

## 所属クラブ
- 読売ユース（神奈川県立菅高等学校）
- 1985年 - 1993年 読売クラブ/ヴェルディ川崎
- 1994年 - 1995年 浦和レッドダイヤモンズ
- 1996年 ヴェルディ川崎

## 個人成績
| 国内大会個人成績 | 国内大会個人成績 | 国内大会個人成績 | 国内大会個人成績 | 国内大会個人成績 | 国内大会個人成績 | 国内大会個人成績 | 国内大会個人成績 | 国内大会個人成績 | 国内大会個人成績 | 国内大会個人成績 | 国内大会個人成績 |
| 年度             | クラブ           | 背番号           | リーグ           | リーグ戦         | リーグ戦         | リーグ杯         | リーグ杯         | オープン杯       | オープン杯       | 期間通算         | 期間通算         |
| 年度             | クラブ           | 背番号           | リーグ           | 出場             | 得点             | 出場             | 得点             | 出場             | 得点             | 出場             | 得点             |
| 日本             | 日本             | 日本             | 日本             | リーグ戦         | リーグ戦         | JSL杯/ナビスコ杯 | JSL杯/ナビスコ杯 | 天皇杯           | 天皇杯           | 期間通算         | 期間通算         |
| ---------------- | ---------------- | ---------------- | ---------------- | ---------------- | ---------------- | ---------------- | ---------------- | ---------------- | ---------------- | ---------------- | ---------------- |
| 1985             | 読売             | 16               | JSL1部           | 7                | 0                | 0                | 0                | 0                | 0                | 7                | 0                |
| 1986-87          | 読売             | 16               | JSL1部           | 0                | 0                | 1                | 0                | 1                | 0                | 2                | 0                |
| 1987-88          | 読売             | 16               | JSL1部           | 8                | 3                | 0                | 0                | 1                | 0                | 9                | 3                |
| 1988-89          | 読売             | 16               | JSL1部           | 18               | 3                | 3                | 1                | 2                | 0                | 23               | 4                |
| 1989-90          | 読売             | 16               | JSL1部           | 21               | 3                | 4                | 1                | 4                | 1                | 29               | 5                |
| 1990-91          | 読売             | 16               | JSL1部           | 19               | 3                | 2                | 0                | 2                | 0                | 23               | 3                |
| 1991-92          | 読売             | 16               | JSL1部           | 16               | 1                | 4                | 0                | 2                | 0                | 22               | 1                |
| 1992             | V川崎            | -                | J                | -                | -                | 8                | 1                | 2                | 0                | 10               | 1                |
| 1993             | V川崎            | -                | J                | 6                | 0                | 6                | 0                | 2                | 0                | 14               | 0                |
| 1994             | 浦和             | -                | J                | 8                | 0                | 0                | 0                | 3                | 0                | 11               | 0                |
| 1995             | 浦和             | -                | J                | 1                | 0                | -                | -                | 0                | 0                | 1                | 0                |
| 1996             | V川崎            | -                | J                | 0                | 0                | 0                | 0                | 0                | 0                | 0                | 0                |
| 通算             | 日本             | 日本             | J                | 15               | 0                | 14               | 1                | 7                | 0                | 36               | 1                |
| 通算             | 日本             | 日本             | JSL1部           | 89               | 13               | 14               | 2                | 12               | 1                | 115              | 16               |
| 総通算           | 総通算           | 総通算           | 総通算           | 104              | 13               | 28               | 3                | 19               | 1                | 151              | 17               |

その他の公式戦
- 1987-88年
  - アジアクラブ選手権 1試合0得点
- 1989年
  - アジア・アフリカクラブ選手権 1試合0得点
- 1990年
  - コニカカップ 7試合2得点
- 1991年
  - コニカカップ 5試合0得点
- 1991-92年
  - アジアクラブ選手権 1試合0得点
- 1992年
  - ゼロックス・チャンピオンズ・カップ 2試合0得点
- 1992-93年
  - アジアクラブ選手権 6試合0得点

## 代表歴

### 試合数
- 国際Aマッチ 5試合 0得点(1990)[1]

| 日本代表 | 国際Aマッチ | 国際Aマッチ | その他 | その他 | 期間通算 | 期間通算 |
| 年       | 出場        | 得点        | 出場   | 得点   | 出場     | 得点     |
| -------- | ----------- | ----------- | ------ | ------ | -------- | -------- |
| 1990     | 5           | 0           | 0      | 0      | 5        | 0        |
| 1991     | 0           | 0           | 1      | 0      | 1        | 0        |
| 通算     | 5           | 0           | 1      | 0      | 6        | 0        |

### 出場
| No. | 開催日         | 開催都市 | スタジアム | 対戦相手       | 結果 | 監督     | 大会               |
| --- | -------------- | -------- | ---------- | -------------- | ---- | -------- | ------------------ |
| 1.  | 1990年07月29日 | 北京     |            | 中華人民共和国 | ●0-1 | 横山謙三 | ダイナスティカップ |
| 2.  | 1990年07月31日 | 北京     |            | 北朝鮮         | ●0-1 | 横山謙三 | ダイナスティカップ |
| 3.  | 1990年09月26日 | 北京     |            | バングラデシュ | ○3-0 | 横山謙三 | アジア大会         |
| 4.  | 1990年09月28日 | 北京     |            | サウジアラビア | ●0-2 | 横山謙三 | アジア大会         |
| 5.  | 1990年10月01日 | 北京     |            | イラン         | ●0-1 | 横山謙三 | アジア大会         |

## 指導歴
- 1997年  読売日本サッカークラブジュニア コーチ
- 1998年 - 2008年  東京ヴェルディ1969
  - 1998年 ジュニアユース コーチ/監督
  - 1999年 ユース コーチ
  - 2000年 ユース 監督
  - 2001年 - 2006年 ユース コーチ
  - 2007年 - 2008年 トップチーム コーチ
- 2009年 - 2011年  ナショナルトレセンコーチ関東
- 2012年 - 2014年  JFAアカデミー福島
  - 2012年 男子U-14 監督
  - 2013年 - 2014年 男子U-15 監督
- 2015年 - 2017年  横浜F・マリノス
  - 2015年 - 2016年 ジュニアユース(U-14) コーチ
  - 2017年 ジュニアユース 監督
- 2018年 - 2021年  広州富力足球倶楽部
  - 2018年 U-13 監督
  - 2019年 U-14 監督
  - 2019年 - 2021年 ヘッドオブユースアカデミーコーチング
- 2022年 -  松本山雅FC アカデミーヘッドオブコーチング